# Gerardo Meléndez y Conejo

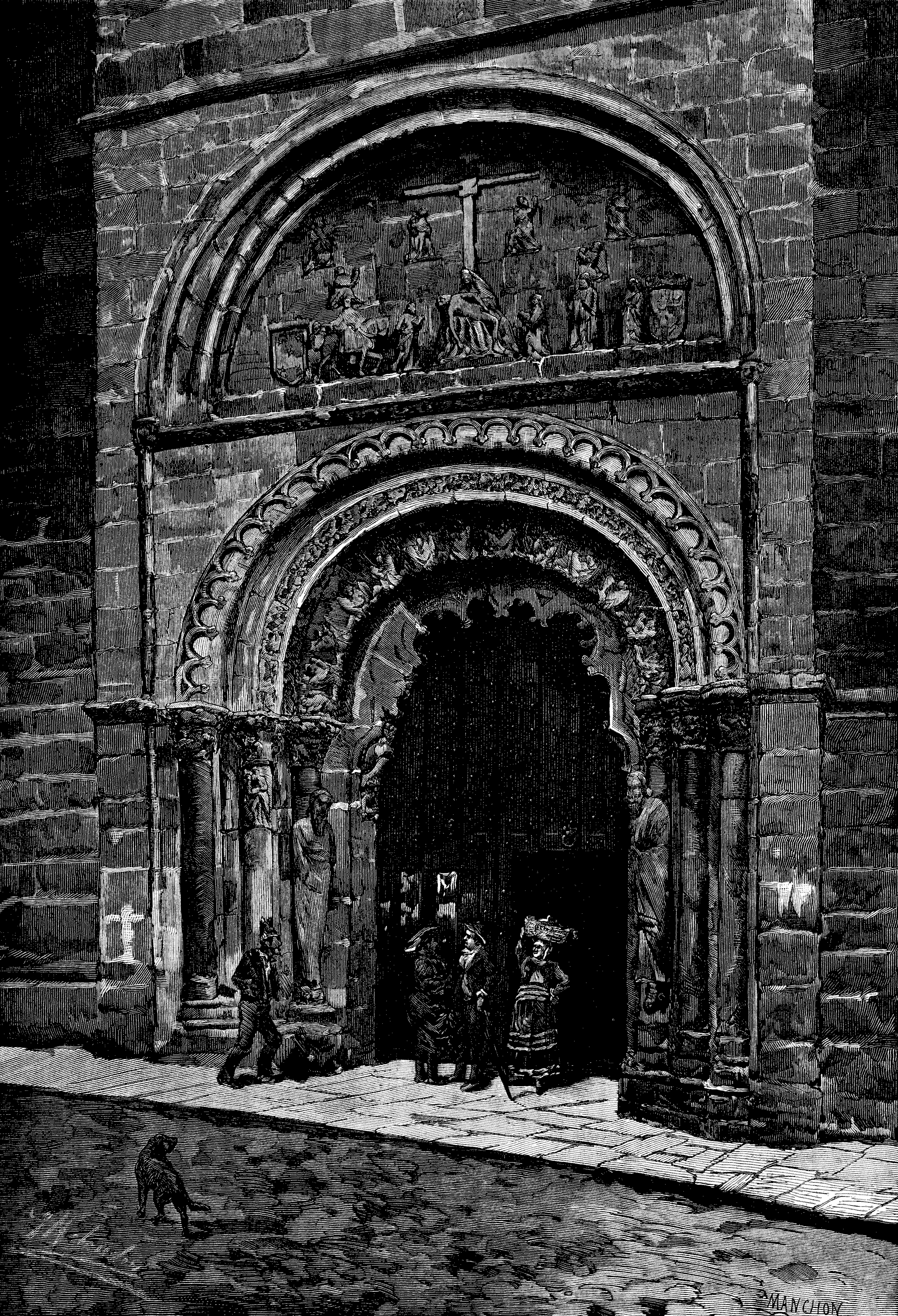
Portada del norte de la Catedral de Orense, grabado de Antonio Manchón según Gerardo Meléndez, La Ilustración Gallega y Asturiana, 10 de febrero de 1879.

Gerardo Meléndez y Conejo fue un pintor, dibujante y grabador español de la segunda mitad del siglo XIX.

## Biografía
Natural de Orense, fue discípulo en Madrid de la Escuela superior de Pintura, Escultura y Grabado. Entre sus cuadros al óleo se encontraron Un capricho y Las blancas dan mate en tres jugadas, que figuraron en la Exposición Nacional de 1876; Las flores de Mayo y Presentación de una esclava al scherif de Tánger, en la Exposición de León de dicho año; El padre Feijóo terminando su Teatro crítico, que fue premiado en Orense; La abuela (reproducido en el periódico La Niñez), El pueblo de Zaragoza poniendo en libertad a Antonio Pérez (reproducido en el periódico La Academia), Su Majestad espera, Retrato del Obispo de Tuy, Una cigarrera de Sevilla, A la puerta del cuartel, Una jira campestre y Retrato del Rey D. Alfonso.
Dedicado más especialmente al dibujo en madera, hizo trabajos para La Ilustración Militar, La Ilustración Gallega y Asturiana, La Ilustración Española, La Niñez, Mundo Cómico, Gil Blas, Los Niños, El Solfeo, novelas, libros de educación y almanaques. También cultivó la litografía y el grabado en madera. Figura una biografía suya en el volumen 34 de la Enciclopedia universal ilustrada europeo-americana.